# 克拉羅峰
克拉羅峰（Pizzo di Claro），是瑞士的山峰，位於該國南部，由提契諾州負責管轄，屬於勒蓬廷山的一部分，處於伯爾尼東南面140公里，海拔高度2,727米，每年平均降雨量1,851毫米。